# Parafia wojskowa św. Barbary w Węgorzewie
Parafia wojskowa pw. Świętej Barbary w Węgorzewie znajduje się w Dekanacie Wojsk Lądowych Ordynariatu Polowego Wojska Polskiego (do 27-06-2011 roku parafia należała do Warmińsko-Mazurskiego Dekanatu Wojskowego). Jej administratorem jest obecnie kapelan garnizonu Węgorzewo, Suwałki i Gołdap – ks. por. dr Tomasz Serwin. Parafia została erygowana 4 grudnia 2004.